# روبیک استپانیان
روبیک استپانیان (ارمنی: Ռուբիկ Ստեփանյան؛ زادهٔ ۳ ژانویهٔ ۱۹۵۸ در آرتسوانیست) سیاست‌مدار اهل ارمنستان است؛ که از تاریخ ۱۴ ژانویه ۲۰۱۹ نماینده دوره هفتم مجلس ملی جمهوری ارمنستان از حوزه انتخابیه استان گغارکونیک می‌باشد. میناسیان عضو حزب ارمنستان روشن می‌باشد.